# Eric Marienthal
Eric Marienthal (Sacramento, 19 dicembre 1957) è un sassofonista e flautista statunitense, candidato sei volte ai Grammy Award.

## Biografia
Figlio di Robert Marienthal, un assicuratore di Sacramento, California, si trasferì con la famiglia a San Mateo, California, quando aveva 2 anni.
Ha indirizzato la sua inclinazione per la musica nel periodo in cui frequentava la scuola elementare avvicinandosi al sassofono, strumento che l'aveva ispirato particolarmente. Marienthal ha spesso menzionato suo padre come grande appassionato di musica, in particolare quella del periodo legato agli anni '40 e '50 con la predilezione per interpreti  come Boots Randolph, Nat King Cole e Frank Sinatra. Visti i progressi di  Marienthal, suo padre gli comprò un sassofono Selmer e lo iscrisse alla Corona Del Mar High School. Nel periodo della sua formazione, Marienthal ha anche imparato a suonare la chitarra (alla scuola elementare), il flauto, il clarinetto (entrambi alle scuole superiori) e in seguito anche il pianoforte. Dal 1976 ha studiato al Berklee College of Music di Boston.
Dopo collaborazioni come sideman con Al Hirt e come membro chiave della Chick Corea Elektric Band, ha intrapreso una carriera solista di successo come bandleader e artista in studio con la registrazione di Voices of the Heart nel 1988. Il successo commerciale avvenne con Oasis del 1991, che raggiunse il quinto posto nelle classifiche di jazz contemporaneo. Oltre alle registrazioni come leader, ha suonato con Elton John, Barbra Streisand, Billy Joel, Stevie Wonder, Dionne Warwick, Burt Bacharach, Aaron Neville, Johnny Mathis, Dave Grusin, Lee Ritenour, David Benoit, The Rippingtons, Patti Austin, Lou Rawls, David Lee Roth, The Yellowjackets, B.B. King, Ramsey Lewis, Patti LaBelle, Olivia Newton-John e Michael Franks . Con l'uscita di Street Dance del 1995, i suoi album cominciarono ad entrare in classifica anche nella lista dei "jazz standard". Tra i suoi numerosi best seller ci sono Walk Tall del 1998 e Bridges con Chuck Loeb del 2015.

## Discografia

### Leader
- 1988 - Voices of the Heart (GRP Records)
- 1989 - Round Trip (GRP)
- 1990 - Crossroads (GRP)
- 1991 - Oasis (GRP)
- 1993 - One Touch (GRP)
- 1994 - Street Dance (GRP)
- 1997 - Easy Street (PolyGram/Verve)
- 1997 - Collection (GRP)
- 1998 - Walk Tall (Verve)
- 2001 - Turn Up the Heat (Peak Records)
- 2003 - Sweet Talk (Peak)
- 2005 - Got You Covered (Peak)
- 2007 - Just Around the Corner (Peak)
- 2012 - It's Love (Peak/Entertainment One)
- 2015 - Bridges (con Chuck Loeb, Shanachie Records)
- 2020 - Double Dealin' (con Randy Brecker, Shanachie Records)

### Con l'Elektric Banddi Chick Corea
- 1987 - Lightyears
- 1988 - Eye of the Beholder
- 1990 - Inside Out
- 1991 - Beneath the Mask
- 1993 - Elektric Band II: Paint the World
- 2004 -To the Stars